# Оливера Кангрга
Оливера Кангрга (Скопље, 1923 - Београд, 1999) је била сликарка која припада опусу послератног сликарства.

## Стваралаштво
Током студија на Академији за ликовне уметности у Београду била је у класама професора Михајла Петрова, Мила Милуновића, Недељка Гвозденовића, Ивана Табаковића и Марка Челебоновића. Академију завршава 1948. године, потом проводи две године на постдипломским студијама у Државној мајсторској радионици Мила Милуновића. Повремено се бави примењеном уметношћу. Пет година, од 1952. до 1957, ради као ликовни педагог, а од 1957. до смрти ради као слободни уметник. Први пут је излагала 1948. године на Фестивалу омладине Југославије у Београду, а самостално први пут излаже 1953. године у Крушевцу. Била је члан "Београдске групе", члан је Удружења ликовних уметника Србије и Савеза ликовних уметника Југославије.